# Економічний імперіалізм
Економічний імперіалізм (англ. Economics imperialism) - важлива особливість неоінституціональної методології. 
Даний феномен зародився в 1950-х рр. і був пов'язаний зі спробою об'єднання суспільствознавчих наук на базі єдиної економічної (по суті, неоінституціональної) методології. Лідером такого підходу став Гері Беккер (Gary Becker, 1930-2014). 
Якщо для класичного інституціоналізму (Т. Веблен, Дж. Коммонс, В. Мітчелл та ін.) було властиво запозичення неекономічних знань (з біології, права, історії та ін.) для аналізу економічних явищ, то для представників неоінституціоналізму, навпаки, характерна "експансія" в галузі знань, які традиційно аналізуються іншими науками (расова дискримінація, політика, злочинність, освіта, сім'я та ін.).

## Основні риси
Економічний імперіалізм має такі основні прояви:
- економісти активно вивчають інші області за допомогою своїх методів;
- економічні методи запозичуються представниками інших наук;
- економісти привносять методологію точних наук у інші області суспільних наук.

Характерною відзнакою економічного імперіалізму є також й неявна декларація переваги економічного підходу над підходами інших наук. Головною метою економічного імперіалізму є уніфікація усіх суспільних наук на базі неокласичної теорії. Прибічники економічного імперіалізму визнають, що інші галузі знання мають у здобутку цінні спостереження, поняття та інструменти аналізу, однак спільну основу для суспільнознавчого синтезу здатна надати лише економіка.

## Прояви екомічного імперіалізму
Активний розвиток економічної теорії, набуття нею лідерських позицій серед суспільствознавчих дисциплін, призвело до проникнення економічних підходів у такі сфери як антропологія, психологія, демографія, екологія, релігієзнавство, біологія.
Наслідком експансії економічних методів до сусідніх наук про людину соціальну стало виникнення таких синтетичних дисциплін як теорія суспільного вибору, економіка родини, економіка права, теорія людського капіталу, кліометрія, нова економічна історія, поведінкова економіка та інших. Постійно з'являються дослідження проблем, які далекі від економіки, але до яких застосовано економічні методи, зокрема співставлення витрат та вигод для зацікавлених сторін. Ці дослідження стосуються питань розвитку мов, вимирання диких тварин, відвідування церкви, участі людей у революційних рухах й т.п.

## Нобелівські підтвердження економічного імперіалізму
Певним підтвердженням економічного імперіалізму можна вважати й визнання досягнень у сфері економіки лауреатів Премії з економіки пам'яті А. Нобеля, які не є чисто економічними. Активне використання математичних методів в економіці перестає бути трендом, віддаючи першість експансії економіки до сусідніх сфер, що підтверджується формулюванням внеску лауреатів Премії останніх років:
- "За розуміння комплексного підходу до психологічних досліджень в економіці, особливо відносно суджень та прийняття рішень в умовах невизначенності (Премія 2002 р., Д. Канеман);
- "За укріплення нашого розуміння конфлікту та співпраці на основі аналізу теорії ігор" (премія 2005 р., Р. Ауманн, Т. Шеллінг);
- "За внесок до поведінкової економіки" (премія 2017 р., Р. Тейлер);
- "За дослідження впливу кліматичних змін при довгостроковому макроекономічному аналізі" (премія 2018 р., В. Нордгауз, П. Ромер).

## Фрікономіка
Вихід книги С. Левітта та С. Дабнера "Фрікономіка", за думкою Ха-Юн Чангґа, став апогеєм розквіту економічного імперіалізму: "У цій книзі майже не розповідається про суто економічні питання в розумінні більшості людей. Натомість із неї можна дізнатися про японських сумоїстів, американських учителів, чиказьких наркоторговців, учасників телегри "Слабка ланка", ріелтерів і Ку-клукс-клан".

## Критика економічного імперіалізму
Рональд Коуз (1910-2013) засудив намагання економістів захопити увесь простір економічної науки. Незважаючи на те, що додаток ряду економічних законів і теорем до проблем політології, соціології та психології дійсно дозволило зробити прорив в цих дисциплінах, економісти не змогли домогтися бажаного повноцінно. Співвідношення вдалих і анекдотичних випадків крос-дисциплінарного співробітництва було приблизно 1 до 1. Через це, як вважав Коуз, в імперіалізмі економістів було більше пафосу і вихваляння, ніж реальних заслуг.  Як вважає Коуз, економістам було б правильніше переймати методи і ідеї в інших дисциплінах, а не вести мову про їх включення в економічну теорію в якості одного з розділів.